# Forces Elèctriques de Catalunya

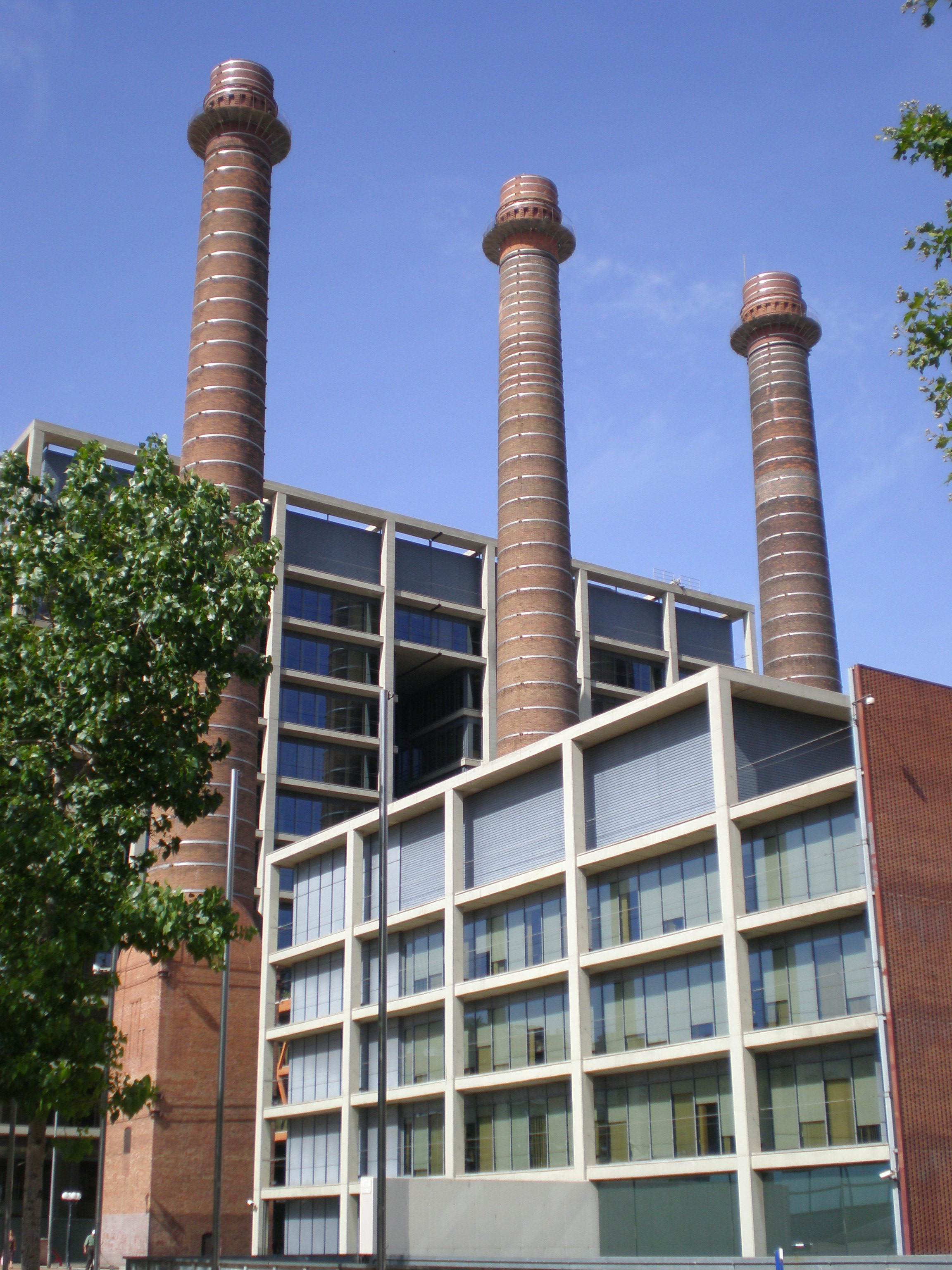
Xemeneies al Paral·lel de Barcelona d'una antiga central de AEG que fou comprada per la Barcelona Traction. Ara s'hi troben les oficines de FECSA.

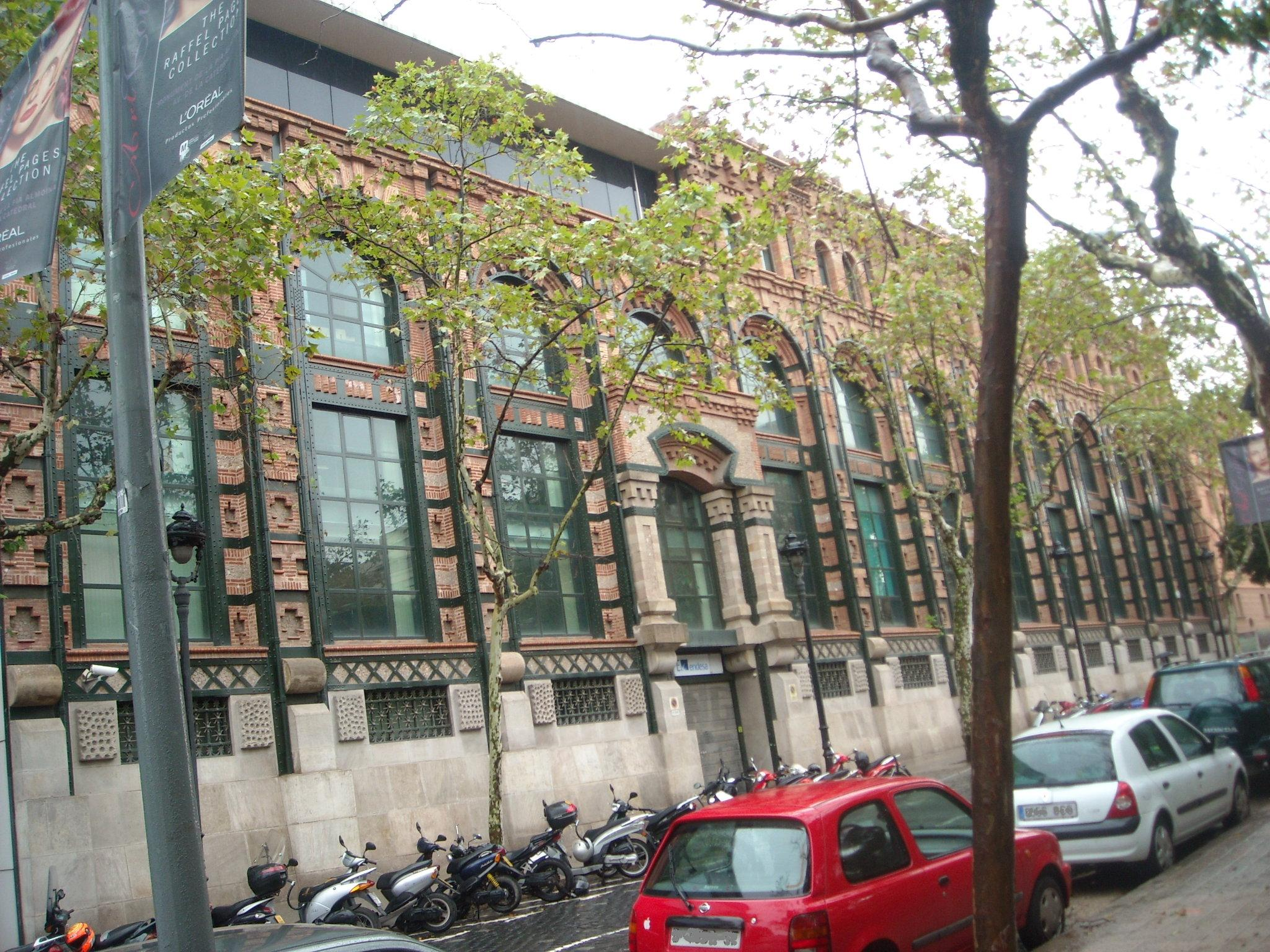
Edifici de Fecsa a l'Avinguda Vilanova, al costat de l'Estació del Nord. Any construcció 1897.

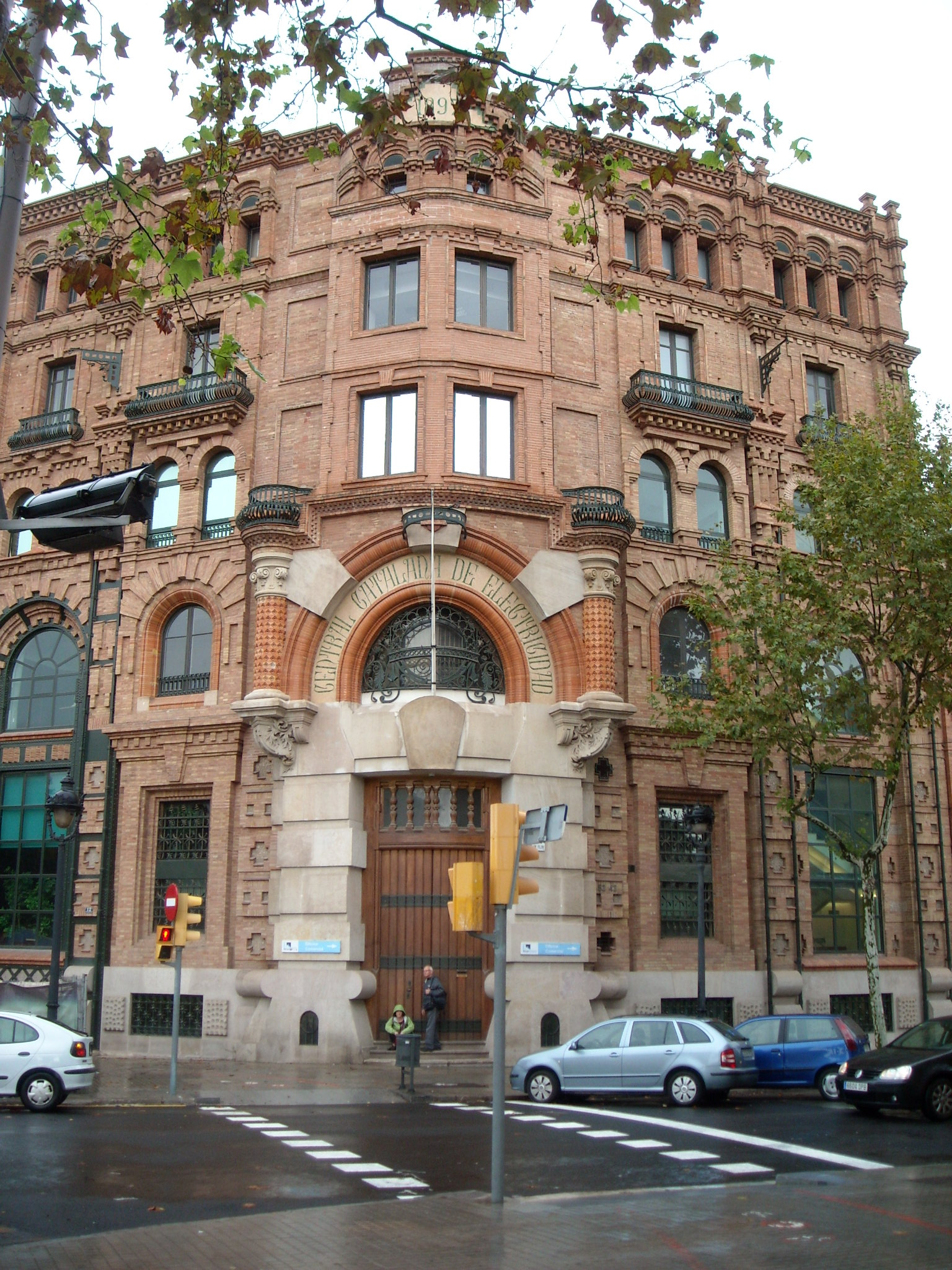
Cantonada Roger de Flor amb Avinguda Vilanova. Entrada principal.

Forces Elèctriques de Catalunya SA, FECSA (en castellà, Fuerzas Eléctricas de Cataluña SA) és una companyia elèctrica fundada el 1951 per Joan March i Ordinas a base de la  Barcelona Traction, Light and Power Company Limited (la Canadenca) de la qual el 1952 n'adquirí els béns en una complicada operació. Des del 1998 l'accionista majoritari és Endesa.

## Història

### Origen
FECSA té el seu origen en la Companyia Barcelonina d'Electricitat i la Societat Espanyola d'Electricitat. SEE là a 1883 la central tèrmica de La Mata, que amb els seus 220 KW de potència va ser la primera gran instal·lació elèctrica a Barcelona. El 1896 es va fundar la CBE, finançada per AEG, que va impulsar la instal·lació de generadors i es va convertir en la principal competència de la primera.
La Companyia Barcelonesa d'Electricitat va ser absorbida a 1912 per la poderosa Barcelona Traction (anomenadala Canadenca pel seu origen canadenc), fundada el 1911 per Frederick Stark Pearson, i que el 1925 ja era la principal empresa elèctrica d'Espanya, i que produïa el 70% de l'energia generada a Catalunya. Fins a l'inici de la  guerra civil, Barcelona Traction va adquirir les empreses més destacades del sector, com Salts del Segre (1912), Energia Elèctrica de Catalunya (1923) i Salts de l'Ebre (1930). A més d'aconseguir el monopoli, va fer algunes de les obres hidràuliques més importants d'Europa.

### Fundació
La guerra civil va suposar la paralització de l'activitat del sector, i la posterior crisi de la postguerra. Aquestes circumstàncies van ser aprofitades pel financer Juan March, que el 1948, gràcies a la seva vinculació al  règim, en una controvertida operació coneguda com a Cas Barcelona Traction va adquirir la societat Barcelona Traction Light & Power Co Ltd en un gran negoci per valor de mig milió de  lliures esterlines, quan el seu valor estava calculat en uns deu milions.
Aquest període d'absorcions i fusions van culminar quan, el 1951, March va fundar la companyia Forces Elèctriques de Catalunya, Societat Anònima (FECSA) que aglutinava la immensa majoria del mercat català i el 13% de l'estatal.

### Expansió
FECSA va donar un nou impuls a les construccions hidroelèctriques, va construir  centrals tèrmiques i va entrar en el camp de l'energia nuclear, motivat per les crisi del petroli dels  anys 70. Així, va participar, juntament amb Electricité de France, Hidroelèctrica de Catalunya i ENHER en la construcció de la central nuclear de Vandellós, posada en servei el 1972. Després, en un ambiciós projecte, FECSA va instal·lar en solitari la central nuclear d'Ascó, que va començar a funcionar el 1983.
Totes aquestes operacions converteixen FECSA en una empresa a l'alça, que comença a cotitzar a l'IBEX 35 de la  Borsa espanyola. El juliol de 1976 realitza una ampliació de capital per valor de 4.245.665.000 pessetes, mitjançant accions de 1.000 pessetes per unitat.
Als anys 80 l'empresa va ser objectiu de l'organització terrorista Terra Lliure, que va atemptar amb explosius contra diverses oficines a diferents localitats catalanes. (Vegeu Cronologia de Terra Lliure)
En 1985, FECSA va assolir la xifra d'1.898.000 abonats a Catalunya.

### Empreses del grup
La creació de FECSA es feu principalment a partir dels actus de La Canadenca, que incloïen diverses societats, algunes de les quals FECSA mantingué en actiu. Addicionalment FECSA participà en noves societats. Entre les filials i participades més destacades cal fer esment a:
- Sociedad Productora de Fuerzas Motrices. Absorbida per acord de la Junta General Extraordinària de FECSA del 26 de juny de 1986.[7]
- Unión Térmica, S.A. Absorbida per acord de la Junta General Extraordinària de FECSA del 26 de juny de 1986.[7]
- Constructora Pirenaica, S,A. (Copisa). Venuda al grup constructor francés Dumez, SA. el 15 de desembre de 1987[8]
- Fuerzas Hidroeléctricas del Segre, S.A. Absorbida per acord de la Junta General Extraordinària de FECSA del 26 de juny de 1986[7]
- Valores Eléctricos, S.L. Absorbida per acord de la Junta General Extraordinària de FECSA del 26 de juny de 1986[7]
- Cartera de Eléctricas, S.L. Absorbida per acord de la Junta General Extraordinària de FECSA del 26 de juny de 1986[7]
- Carbones de Berga. Liquidada el 1992.
- Hifrensa.Propietària de la central nuclear Vandellós I. FECSA participava en un 23% en el capital de la societat
- Intoesa.
- Minas y Ferrocarriles de Utrillas S.A.

### Pas a Endesa
Amb la liberalització del mercat elèctric d'Espanya, originada per l'entrada del país a la Unió Europea, es produeix l'entrada d'Endesa a l'accionariat de FECSA, amb la compra del 40% de l'empresa el 1991. Finalment, el 1996, el Grup Endesa aconsegueix el 75% de les accions de la companyia i el seu control absolut.
El 1999, FECSA deixa de cotitzar a la Borsa, i el 15 de febrer del 2002 es produeix l'escissió total de la companyia, integrada al 'Grup Endesa' —l'empresa elèctrica més gran d'Espanya— com la filial Fecsa-Endesa.